# Giovinazzo
Giovinazzo – miejscowość i gmina we Włoszech, w regionie Apulia, w prowincji Bari.
Według danych na styczeń 2009 gminę zamieszkiwały 20 643 osoby przy gęstości zaludnienia 472,3 os./1 km².